# Jakó Zsigmond Pál
Jakó Zsigmond Pál (Jakó Zsigmond, román nyelvű publikációiban Sigismund Jakó) (Biharfélegyháza, 1916. szeptember 2. – Kolozsvár, 2008. október 26.) Széchenyi-díjas romániai magyar történész, művelődés- és gazdaságtörténész, levéltáros, paleográfus, a Magyar Tudományos Akadémia tiszteleti tagja (1988). Az erdélyi magyar történettudomány egyik legmeghatározóbb alakja volt a 20. század második felében, levéltári kutatásain alapuló nagyszabású forrásgyűjteményei és ‑közlései, valamint Erdély történetére, művelődéstörténetére vonatkozó munkái hiánypótló jelentőségűek.

## Életútja
Felsőfokú tanulmányait a budapesti Pázmány Péter Tudományegyetemen végezte, történelem–latin nyelv és irodalom szakos tanári oklevelét 1939-ben szerezte meg. 1939–1941-ben a budapesti egyetem Mályusz Elemér vezette Magyar Népiség- és Településtörténeti Intézetében dolgozott, majd 1940–1941-ben a Magyar Országos Levéltár gyakornoka volt. 1941-ben Kolozsvárra költözött, s az Erdélyi Nemzeti Múzeum levéltárának munkatársa lett, 1945–1950 között pedig igazgatóként irányította az archívum munkáját. Ezzel párhuzamosan 1942-től a kolozsvári tudományegyetemen oktatott tanársegédként, 1945-től előadótanárként, 1947-től nyilvános rendes tanárként egészen 1981. évi nyugdíjazásáig. Mindeközben 1949 és 1968 között a Román Akadémia kolozsvári George Bariţiu Történelmi Intézetének munkatársaként is tevékenykedett.
1990 és 2002 között az újjáalakult Erdélyi Múzeum-Egyesület elnöke volt.

## Munkássága
Tudományos érdeklődése elsősorban Erdély középkori és újkori történetére és művelődéstörténetére irányult, ezen belül behatóan vizsgálta az erdélyi magyarság népesedés-, település-, művelődés- és gazdaságtörténetét. Munkássága a történeti segédtudományok terén is kimagasló volt, az ő nevéhez fűződik az Erdély történelmére vonatkozó levéltári iratanyag tudományos igényű feldolgozásának és regesztázásának elindítása, az ezzel foglalkozó levéltári kutatók kinevelése is. Erdélyi és magyarországi levéltárak anyaga alapján páratlan részletességgel tárta fel, dolgozta fel és adta közre a régió történetére vonatkozó forrásokat, okleveleket és egyéb iratokat. Összeállította az 1542 előtti erdélyi okleveleknek, az erdélyi fejedelmek Liber Regiusainak, a kolozsmonostori káptalan és hiteleshely jegyzőkönyveinek, az erdélyi vármegyék és városok 17. századi protokollumainak (tanácsülési jegyzőkönyveinek) tudományos igényű regesztáját. Élete legnagyobb – egyben utolsó – vállalkozása az Erdély középkori történelmére vonatkozó iratanyag teljes körű közreadása, az Erdélyi okmánytár megjelentetése volt. Ugyancsak levéltári kutatásain alapuló művelődéstörténeti vizsgálódásain belül különösen fontos szerepet kaptak az íráskultúra történeti áttekintésére, a középkori latin írásbeliségre vonatkozó paleográfiai kutatásai.
A második világháború és a társadalmi-politikai átalakulás árnyékában hathatósan közreműködött az erdélyi magyar magánlevéltárak anyagának megmentéséért. A Századok című történelmi szakfolyóirat szerkesztőbizottsági tagja volt.

## Társasági tagságai és elismerései
Jakó aktív szerepet vállalat a tudományos közéletben, amit számos hazai és magyarországi társasági tagsága tanúsít. Tudományos eredményei elismeréseként 1970-ben a Román Társadalomtudományi Akadémia rendes, 1988. május 9-én a Magyar Tudományos Akadémia tiszteleti tagjává választották, s 1996-tól ugyancsak tiszteletbeli tagja volt a Román Akadémiának. 1937-től részt vett az Erdélyi Múzeum-Egyesület munkájában, amelynek 1990 körüli újjászervezésében aktívan részt vett, s 1990–1994 között az egyesület elnöke volt, 1995-ben pedig tiszteletbeli tagja lett. Tagja volt a Nemzetközi Magyar Filológiai Társaságnak, 1986-ban a Magyar Történelmi Társulat tiszteletbeli tagjai közé választották, 1990-től pedig a Magyar Történészek Világszövetségének társelnökeként tevékenykedett.
Számos díjjal és címmel ismerték el munkásságát Magyarországon és Romániában egyaránt: az MTA Kőrössy Flóra-jutalomdíja (1942), a Lotz János-emlékérem (1991), a Pro Cultura Hungarica díj (1991), a Kemény Zsigmond-díj (1995), a Kriterion-koszorú (1995), a Széchenyi-díj (1996, a romániai magyar történetírás terén végzett kiemelkedő tudományos munkásságáért, az erdélyi magyarság társadalom- és művelődéstörténetét feldolgozó tevékenységéért), az MTA Pro Scientia Hungarica (1996) és Arany János-érme (2003), valamint a Magyar Örökség díj (2005) birtokosa volt. 1990-ben a Budapesti Református Teológiai Akadémia, 1991-ben az Eötvös Loránd Tudományegyetem tiszteletbeli doktorává avatták.

## Főbb művei
- Bihar megye a török pusztítás előtt, Budapest, 1940
- A gyalui vártartomány urbáriumai, Kolozsvár, 1944
- Adatok a dézsma fejedelemségkori adminisztrációjához; bev., jegyz. Jakó Zsigmond; Erdélyi-Múzeum-Egyesület, Kolozsvár, 1945 (Erdélyi Történelmi Adatok)
- Istoricul manufacturilor de potasă din Valea Ungurului şi Călin, Cluj, 1953
- A magyarpataki és a kalini hamuzsír-huta története: Adatok az erdélyi kapitalista erdőgazdálkodásnak és a nagybirtok ipari vállalkozásainak a kezdeteiről, Bukarest, 1956
- Az otthon és művészete a XVI–XVII. századi Kolozsváron: Szempontok reneszánszkori művelődésünk kutatásához, Kolozsvár, 1958
- Instructiuni arhivistice ale oficiilor din Transilvania 1575–1841. Problema reorganizării arhivelor vechi din Transilvania, Bucureşti, 1958
- Az erdélyi papírmalmok feudalizmuskori történetének vázlata, Kolozsvár, 1964
- Ismeretlen magyar drámai emlék a XVI. századból, Bukarest, 1965
- Scrierea latină în evul mediu, Bucureşti, 1971 (Radu Manolescuval)
- Írás, könyv, értelmiség. Tanulmányok Erdély történelméhez; Kriterion, Bukarest, 1976
- Philobiblon Transilvan, Bucureşti, 1977
- Nagyenyedi diákok 1662–1848, Bukarest, 1979 (Juhász Istvánnal)
- A latin írás története; Európa, Budapest, 1987 (Radu Manolescuval)
- A kolozsmonostori konvent jegyzőkönyvei 1289–1556, I–II. köt., Budapest, 1990
- Ezerszáz esztendő. Elhangzott az EME 1996. évi ünnepi közgyűlésén; Erdélyi Múzeum-Egyesület, Kolozsvár, 1996 (Erdélyi Tudományos Füzetek 222.)
- Erdélyi okmánytár. Oklevelek, levelek és más írásos emlékek Erdély történetéhez I.: 1023–1300, Budapest, 1997
- Társadalom, egyház, művelődés: Tanulmányok Erdély történelméhez, Budapest, 1997
- Köleséri Sámuel tudományos levelezése, 1709–1732; összegyűjt. Jakó Zsigmond, szerk. Font Zsuzsa; Erdélyi Múzeum-Egyesület, Kolozsvár, 2012 (Kölesériana)
- Írás, levéltár, társadalom. Tanulmányok és források Erdély történelméhez; szerk. Dáné Veronka, Fejér Tamás, Jakó Klára; MTA BTK Történettudományi Intézet, Budapest, 2016 (Magyar történelmi emlékek Értekezések)

## Emlékezete
2009-ben emléktáblát helyeztek el szülőfaluja református templomának falán.